# Eric Jamili
Eric Jamili est un boxeur philippin né le 20 mai 1977 à Silay City.

## Carrière
Passé professionnel en 1995, il remporte la ceinture de champion du monde des poids pailles WBO laissée vacante par Ricardo López en battant par arrêt de l'arbitre au 8e round le 19 décembre 1997 	Mickey Cantwell. Jamili perd son titre dès le combat suivant face à Kermin Guardia le 30 mai 1998 et met un terme à sa carrière en 2003 sur un bilan de 15 victoires, 11 défaites et 2 matchs nuls.